# Zealanapis otago
Espèce
Zealanapis otago est une espèce d'araignées aranéomorphes de la famille des Anapidae.

## Distribution
Cette espèce est endémique de Nouvelle-Zélande. Elle se rencontre dans la région d'Otago.

## Description
Le mâle holotype mesure 0,95 mm.

## Étymologie
Son nom d'espèce lui a été donné en référence au lieu de sa découverte, la région d'Otago.

## Publication originale
- Platnick & Forster, 1989 : A revision of the temperate South American and Australasian spiders of the family Anapidae (Araneae, Araneoidea). Bulletin of the American Museum of Natural History, no 190, p. 1-139 (texte intégral).